# Marmarole
Marmarole je jedna z dílčích horských skupin, na které jsou členěny Dolomity. Leží v jejich severovýchodní části, východně od Cortiny d'Ampezzo, v provincii Belluno. Nejvyšším vrcholem je Cimon del Froppa (2 932  m n. m.). V porovnání s jinými horskými skupinami v Dolomitech je poměrně málo zasažena civilizací, odlehlá od známých turistických středisek, a proto i málo navštěvovaná. Divokost a nedotčenost přírody jsou v ní do velké míry zachovány. Na žádný z jejích markantních vrcholků nevede značená turistická cesta, výstupy na ně jsou vesměs horolezeckého charakteru. I zdejší turistické trasy jsou poměrně náročné, většinou vedené ve strmých a odlehlých místech. Skupina je proto oblíbeným cílem zkušených turistů a alpinistů. Prochází jí jedna ze známých dolomitských cest (Alta via delle Dolomiti č. 5), a právě zde se nacházejí její nejobtížnější úseky.
K této oblasti Dolomit měl blízký vztah slavný italský renesanční malíř Tiziano Vecellio, který se narodil hned pod horami v městečku Pieve di Cadore a na jehož některých obrazech je v pozadí zachycena právě skupina Marmarole. V centru Pieve stojí dodnes Tizianův rodný dům.

## Charakteristika
Geomorfologicky tvoří skupinu Marmarole souvislý horský hřeben probíhající ve směru od jihozápadu na severovýchod v délce asi 13 km. Začíná v sedle Forcella Grande na úpatí vrcholu Cima Bel Pra běží a končí na náhorní plošině Pian dei Buoi pod vrcholem Monte Ciarido. Obvykle se dělí na tři části, Západní, Centrální a Východní Marmarole.
Západní Marmarole zahrnuje hřeben ve tvaru podkovy, který obklopuje na sever orientované údolí Val di Mezzo, mezi sedly Forcella Grande a Forcella Vanedel. Nejvyšším vrcholem této části je Cima Bastioni (2 926 m), nachází se zde také věž Torre dei Sabbioni (2 531 m), významná v historii horolezectví. Na jižní straně pod sedlem Forcella Grande se nachází chaty San Marco a Scotter-Palatini, na severní straně, uvnitř výše uvedené podkovy údolí Val di Mezzo, se nachází bivak Voltolina.
Centrální Marmarole se rozkládá mezi sedly Forcella Vanedel a Forcella Baion. Tato část hřebene má poměrně mírný sklon směrem k severu do údolí Ansiei, kde se nachází několik bočních údolí. Naopak podstatně strmější je sklon jižních svahů do podélného údolí Val d'Oten. Nejvyšším vrcholem této části je Cimon del Froppa (2 932 m), který je rovněž nejvyšším bodem celé skupiny Marmarole. V severních svazích této části je vedena místy zajištěná cesta Strada Sanmarchi, po níž probíhá také trasa Alta via č. 5. Na této cestě nalezneme dva plechové bivaky, Musatti a Tiziano. Bivak Tiziano se nachází v sousedství zděné historické chaty Rifugio Tiziano. Na jižní straně, v údolí Val d'Oten jsou chaty Galassi, Capanna degli Alpini a Chiggiato. V roce 2020 byl v sedle Forcella Marmarole, nedaleko vrcholu Cimon del Froppa, ve výšce 2 667 m, umístěn zcela nový, architekty navržený bivak Fanton. Stavba podlouhlého hranolovitého tvaru směřuje podél svahu sedla šikmo dolů. Ve spodním průčelí má veliké okno, kterým je výhled do údolí Ansiei a na město Auronzo di Cadore.
Východní Marmarole se rozkládá mezi sedlem Forcella Baion a planinou Pian dei Buoi. Tato část je rozlohou menší a nižší než předešlé dvě. Tvoří ji v podstatě dva hlavní vrcholy, Ciastelin (2 602 m) a Ciarido (2 504 m), obklopené zajímavými štíhlými věžemi. Na jižní straně této části jsou situovány chaty Ciaréido a Baion. Do jejich blízkosti vede veřejně přístupná silnice z Lozzo di Cadore. Je to jediná silnice v celé skupině, kterou se lze autem dostat do vyšších poloh, konkrétně do výšky cca 1800 m.

## Turistika a horolezectví

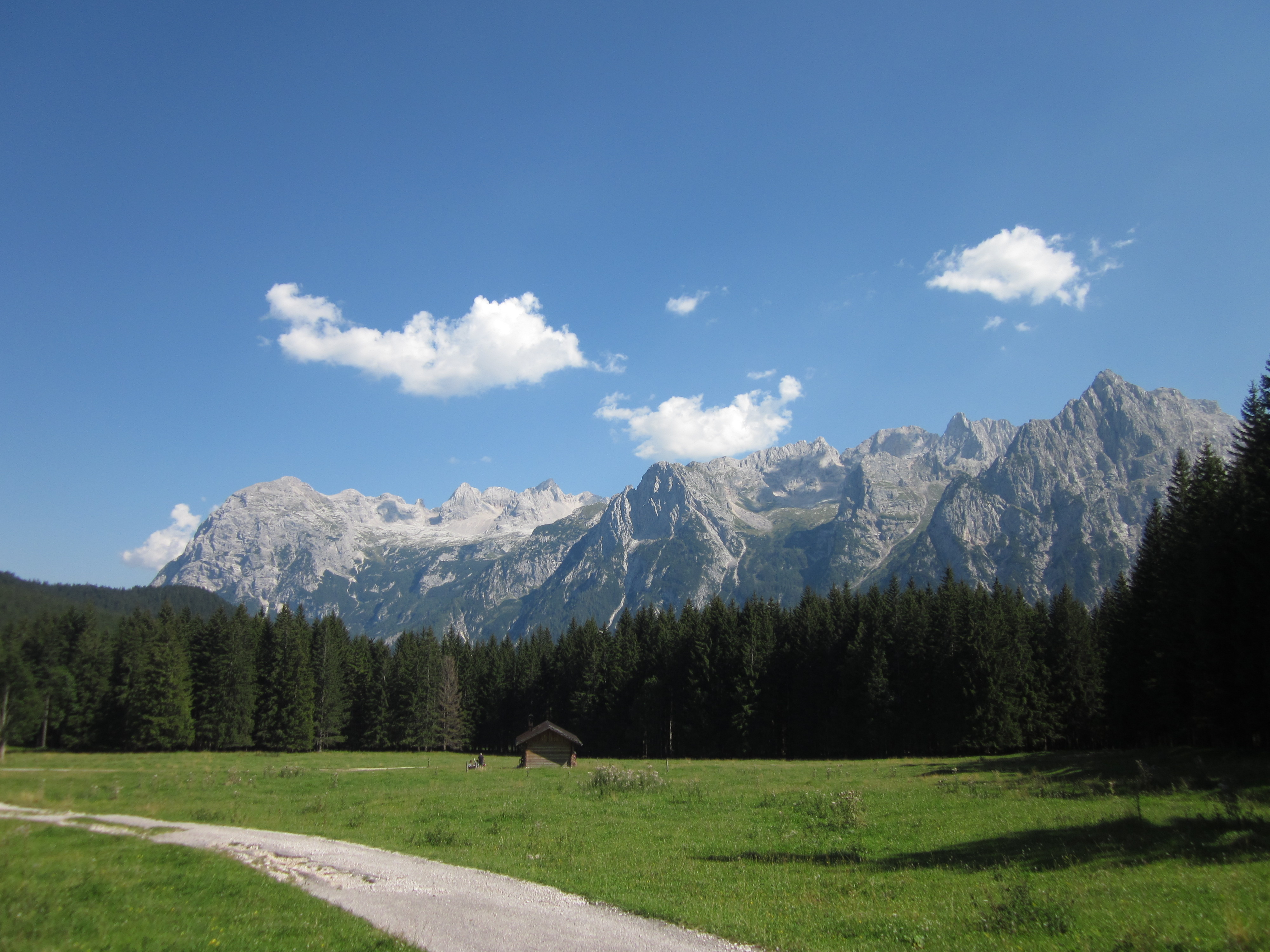
Centrální Marmarole od severu

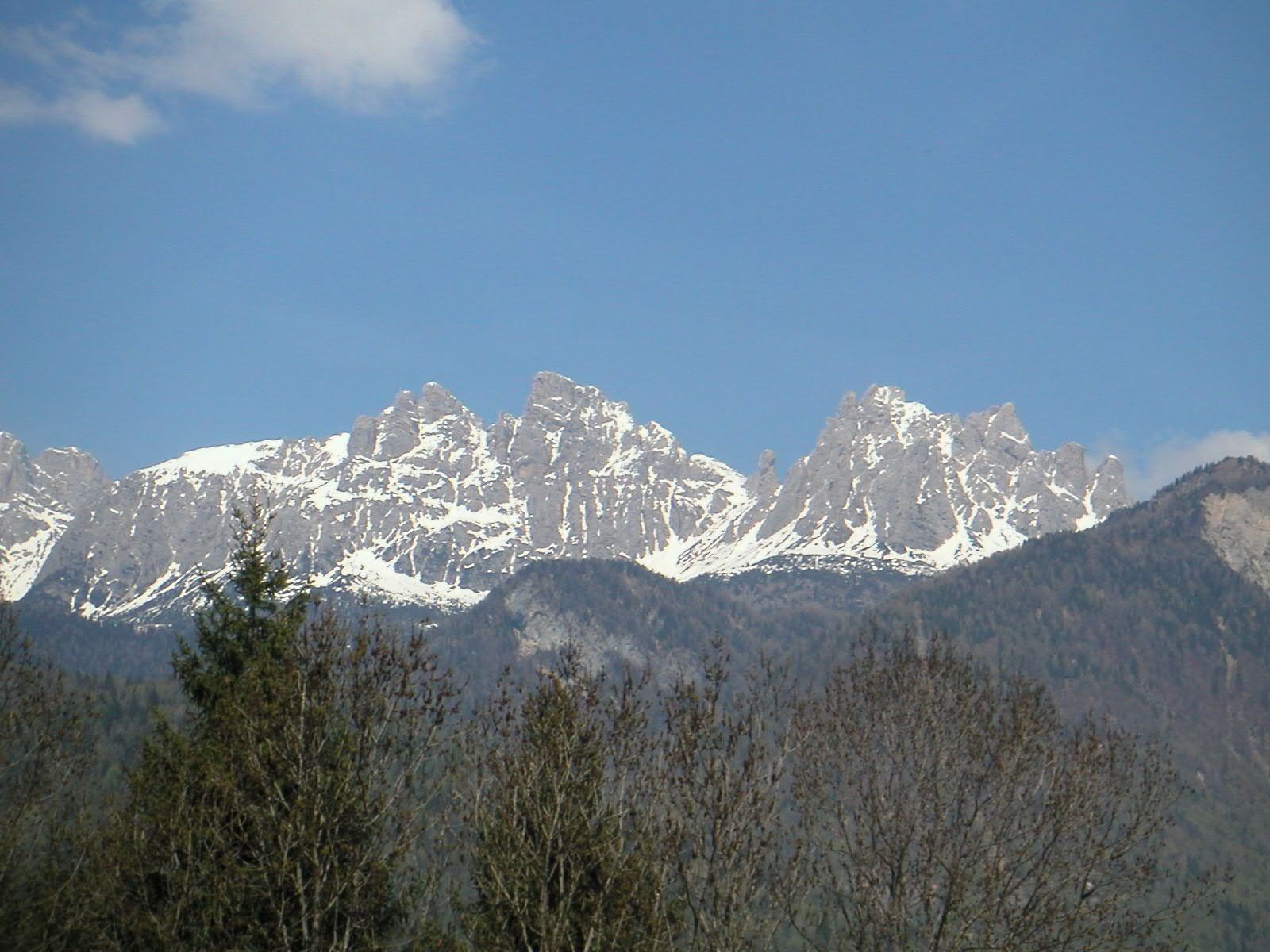
Východní Marmarole od Lorenzago di Cadore

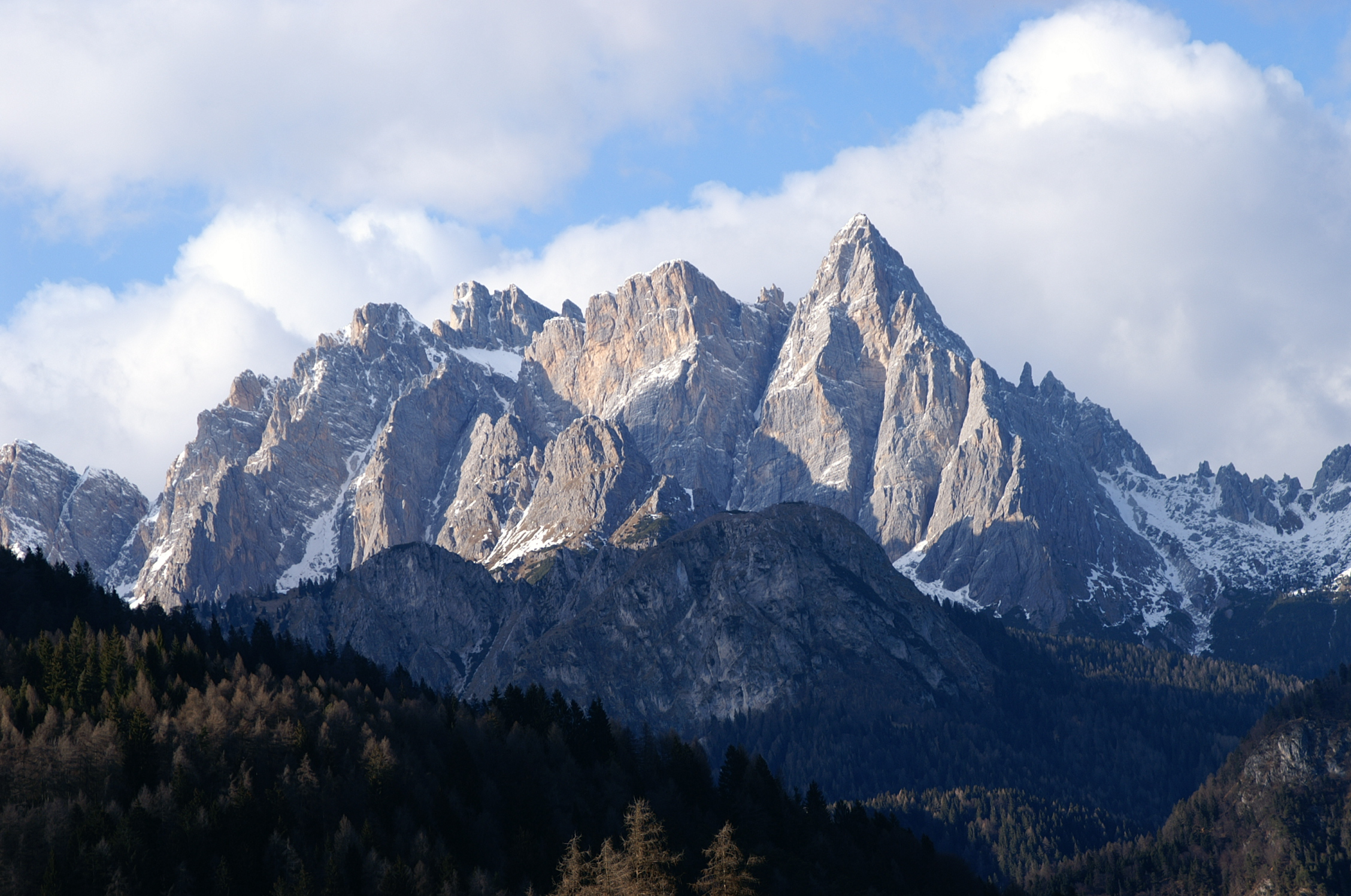
Centrální Marmarole od jihovýchodu

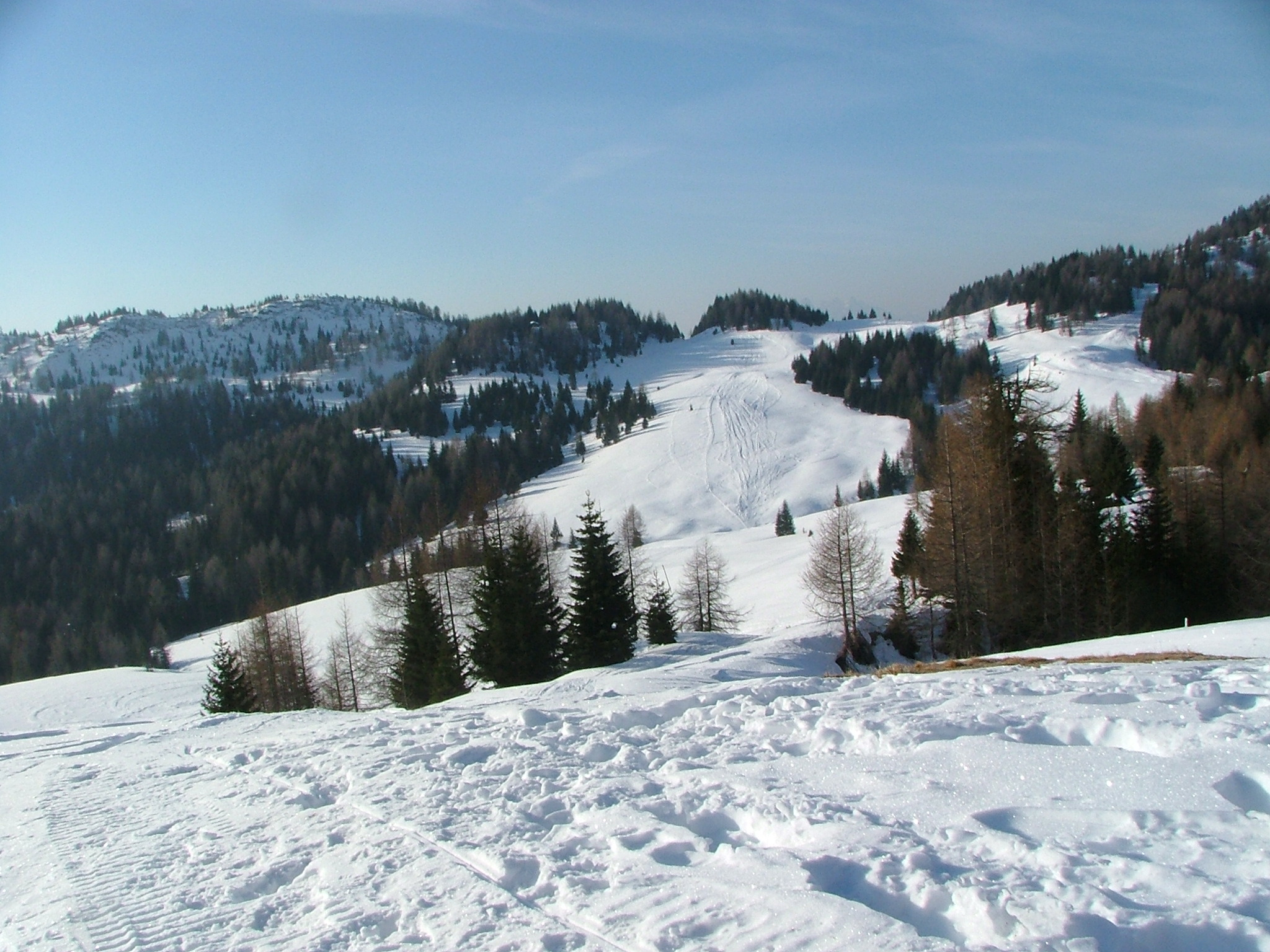
Pian del Buoi

V této skupině se vyskytují jak cesty turisticky nenáročné tak naopak cesty velmi náročné. Nenáročné trasy jsou zejména v zalesněné části v blízkosti údolí, kterými je skupina vymezena, resp. v blízkosti sídel v těchto údolích se nacházejících, jako jsou Auronzo di Cadore, Lozzo di Cadore, Pieve di Cadore, San Vito di Cadore a další. Hlavní oblastí pro nenáročnou turistiku je oblast planiny Pian dei Buoi, kam vede jediná veřejně přístupná silnice. Jedná se o mírně zvlněný terén s lesy a loukami, jsou zde i četné památky na boje 1. světové války. Nenáročná je také cesta údolím Val d’Oten.
Téměř všechny cesty ve vyšších polohách a skalnatém terénu jsou velmi dlouhé a náročné, vhodné pouze pro zkušené a dobře připravené turisty s dostatečným vybavením pro případ náhlého zvratu počasí. Pro odlehlost většiny tras jsou možnosti záchrany při nehodách či indispozicích značně omezené. Skupinou prochází trasa známé Alta via delle Dolomiti č. 5, která vede z obce Sesto (Sexten) ve skupině Sextenské Dolomity do Pieve di Cadore. Kompletní přechod touto trasou o délce cca 90 km zabere obvykle 6–7 dnů, z toho 4–5 dnů v této skupině. Tato cesta má rovněž své specifické pojmenování – Alta via di Tiziano.
I ve skupině Marmarole, stejně jako v jiných dolomitských skupinách, jsou vytyčeny zajištěné cesty – ferraty. Ve všech případech se jedná o relativně méně náročné trasy (do obtížnosti C), jejichž závažnost spočívá spíše v délce než v technické náročnosti. Cesty jsou vesměs staršího data, často se na nich vyskytují exponované úseky a umělé pomůcky jsou umístěny jen na skutečně obtížných místech. Je nutno počítat i s nezajištěnými úseky o horolezecké obtížnosti I a II. Rozhodně se nejedná o zajištění po vzoru moderních, někdy až přezajištěných ferrat.
Na žádný skalnatý vrchol ve skupině nevede značkovaná turistická cesta a ani žádná ferrata. Všechny vrcholy jsou dostupné pouze horolezeckými cestami. Nicméně u velké většiny vrcholů jsou nejsnazší cesty, tzv. normálky, dosti snadné, obvykle v obtížnosti do stupně II nebo III. Pouze cestami vyšších stupňů obtížnosti lze vystoupit na některé menší věže s kolmými až převislými stěnami, pojmenované obvykle italskými výrazy torre nebo campanile.
Průkopníky horolezectví ve skupině Marmarole, ale i jinde v Dolomitech, byli v období před 1. sv. válkou místní rodáci bratři Fantonové (Umberto, Arturo, Augusto, Paolo). Na jejich počest byl jejich jménem pojmenován v roce 2020 vystavěný nejvyšší bivak ve skupině – bivak Fanton, který je základnou pro výstupy na nejvyšší vrchol skupiny – Cimon del Froppa.

## Hlavní vrcholy
- Cimon del Froppa, 2 935 m, Centrální Marmarole
- Cima Bastioni, 2 926 m, Západní Marmarole
- Cima Bel Pra, 2 917 m, Západní Marmarole
- Cima Scoter, 2 800 m, Západní Marmarole
- Corno Del Doge, 2 615 m, Západní Marmarole
- Torre dei Sabbioni, 2 531 m, Západní Marmarole
- Punta Teresa, 2 866 m, Centrální Marmarole
- Pala di Meduce, 2 864 m, Centrální Marmarole
- Le Selle, 2 851, Centrální Marmarole
- Croda Bianca, 2 841 m, Centrální Marmarole
- Monte Froppa, 2 840 m, Centrální Marmarole
- Monticello, 2 803 m, Centrální Marmarole
- Cima Vanedel, 2 797, Centrální Marmarole
- Campanile di San Marco, 2 777 m, Centrální Marmarole
- Cima di Valonga, 2 740m, Centrální Marmarole
- Croda Alta di Somprade, 2 645 m, Centrální Marmarole
- Campanile Ciastelin, 2 601 m, Východní Marmarole
- Monte Ciarido, 2 504 m, Východní Marmarole
- Pupo di San Lorenzo, 2 377 m, Východní Marmarole
- Torre San Lorenzo, 2 284 m, Východní Marmarole

## Chaty a bivaky

### Chaty
- Rifugio San Marco, 1 823 m, Západní Marmarole, jižní svahy Cima Bel Pra
- Rifugio Scotter-Palatini, 1 580  m, soukromá, Západní Marmarole, jižní svahy Cima Bel Pra
- Rifugio Galassi, 2 018 m, CAI, Západní Marmarole, Forcella Piccola
- Rifugio Chiggiato, 1 911 m, CAI, Centrální Marmarole, Forcella Sacù
- Capanna degli Alpini, 1 395 m, soukromá, Centrální Marmarole, Val d’Oten
- Rifugio Ciaréido, 1 969 m, CAI, Východní Marmarole, Pian dei Buoi
- Rifugio Baion E. Boni, 1 828 m, CAI, Východní Marmarole, Col di San Pietro

### Bivaky
- Bivacco Voltolina, 2 082 m, Západní Marmarole, Val di Mezzo
- Bivacco Tiziano, 2 246 m, Centrální Marmarole, Lastoni delle Marmarole
- Bivacco Musatti, 2 111 m, Centrální Marmarole, Meduce di Fuori
- Bivacco Fanton, 2 667 m, Centrální Marmarole, Forcella Marmarole

### Mapy
- Tabacco 016, Dolomiti del Centro Cadore, 1 : 25 000
- Tabacco 017, Dolomiti di Auronzo, 1 : 25 000
- Kompass 55, Cortina d'Ampezzo, 1 : 50 000
- Kompass 617, Cortina d'Ampezzo, Dolomiti Ampezzane, 1 : 25 000
- freytag&bernd WKS 10, Sextener Dolomiten, Dolomiti di Sesto, Cortina d'Ampezzo, 1 : 50 000